# ییرتین پود یدلوووو
ییرتین پود یدلوووو (به چکی: Jiřetín pod Jedlovou) یک منطقهٔ مسکونی در جمهوری چک است که در ناحیه دیتشین واقع شده‌است. ییرتین پود یدلوووو ۱۱٫۲۱ کیلومتر مربع مساحت و ۶۴۸ نفر جمعیت دارد و ۴۵۸ متر بالاتر از سطح دریا واقع شده‌است.